# Drama rural
El drama rural és un subgènere teatral, cinematogràfic o novel·lístic l'acció del qual es desenvolupa lluny de la ciutat i que utilitza el camp, el poble o la casa pairal com a contrapunt al progrés urbà, mostrant comportaments irracionals i permetent evidenciar valors o prejudicis presents en el conjunt de la societat.

## Naixement

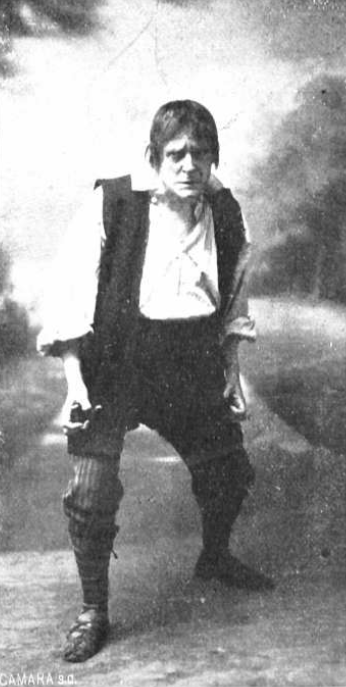
Fotografia d'Enric Borràs caracteritzat com a Manelic, el personatge principal de l'obra Terra baixa

Una de les raons de la seva aparició va ser el procés d'industrialització que va alterar considerablement la relació entre el camp i la ciutat, fent que es concentressin a les capitals i àrees metropolitanes els principals serveis, millores i comoditats, vies de comunicació i mitjans de transport, fet que va incrementar les diferències entre ambdós mons.
En el cas de l'Estat espanyol, el drama rural va ser un gènere en voga al teatre des de finals del segle XIX i al primer terç de segle xx. Entre les obres fundacionals es troba l'èxit de La Dolores (1892), de Josep Feliu i Codina (1847-1897), molt difosa més endavant com a llibret d'òpera del mestre Tomás Bretón, Terra baixa (1897), d'Àngel Guimerà, L'ermita, la font i el riu d'Eduard Marquina i Drames rurals (1902) de Víctor Català. Les obres de major transcendència del gènere es deuen, però, a Jacinto Benavente, l'autor de Señora ama (1908) i La malquerida (1913), inspirada aquesta última en Misteri de dolor (1904) del seu amic Adrià Gual. Amb la trilogia Bodas de sangre (1931), Yerma (1934) i La casa de Bernarda Alba (1936), de Federico García Lorca, el gènere s'universalitzà perdent el seu costumisme característic i les seves referències a un ambient local concret.

## Precedents i influències
El gènere neix al mateix temps que el drama social i es troba d'alguna manera emparentat amb el naturalisme regionalista del segle xix, que va originar el subgènere de la sarsuela que s'imposà en els primers anys del segle xx. Fins i tot Ramón María del Valle-Inclán va cultivar amb assiduïtat el gènere, des d'El embrujado fins a Divinas palabras (1919).
En el panorama internacional destaquen Antón Txékhov i Albert Camus. En novel·la es pot destacar Vicent Blasco Ibáñez, Camilo José Cela i Miguel Delibes, algunes de les obres dels quals han estat portades a la gran pantalla, com és el cas de Los santos innocentes, dirigida per Mario Camus el 1984.